# Trstenik
Trstenik (em cirílico: Трстеник) é uma vila da Sérvia localizada no município de Trstenik, pertencente ao distrito de Rasina, na região de Zapadno Pomoravlje. A sua população era de 15329 habitantes segundo o censo de 2011.

## Galeria

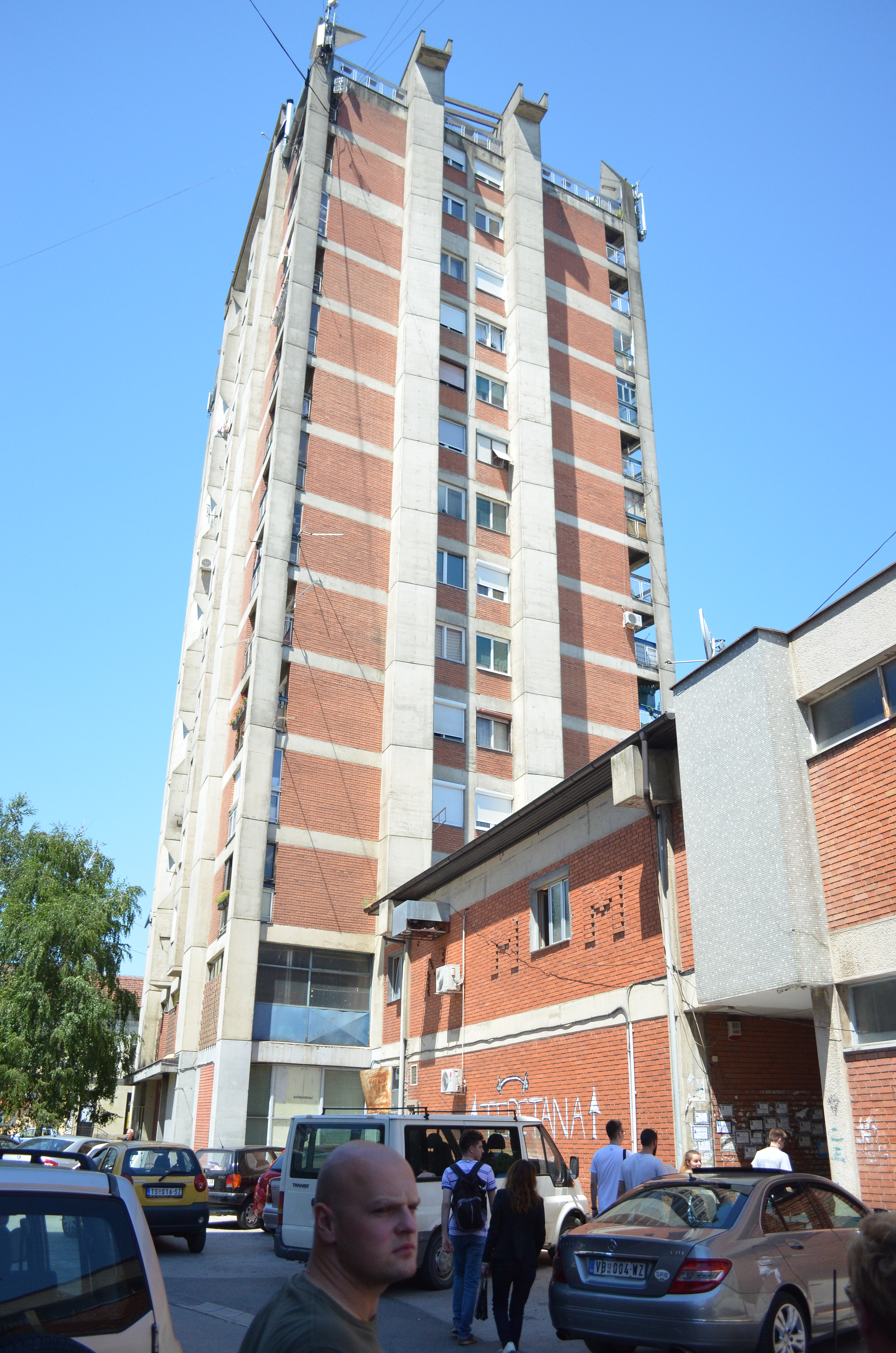
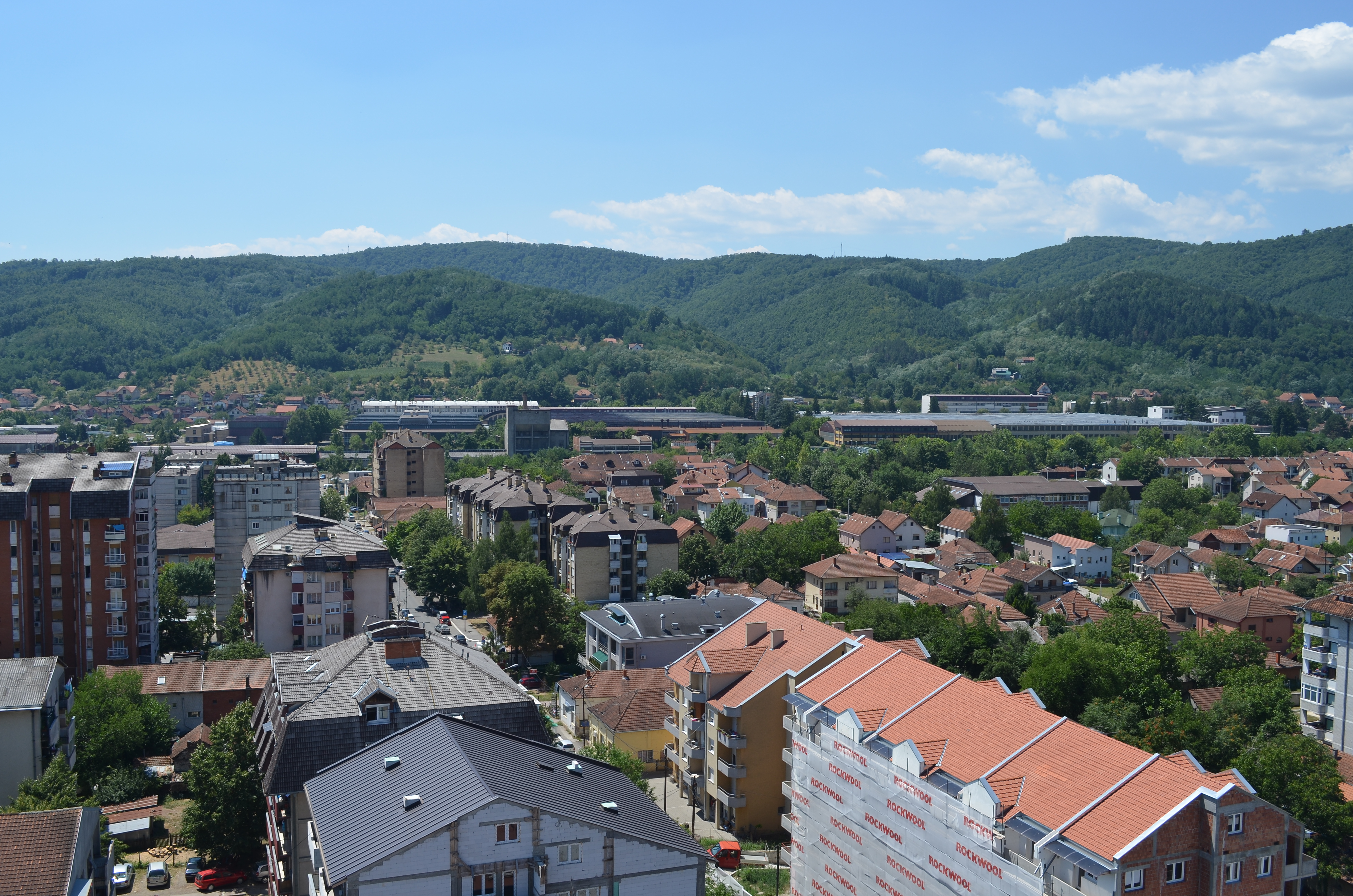
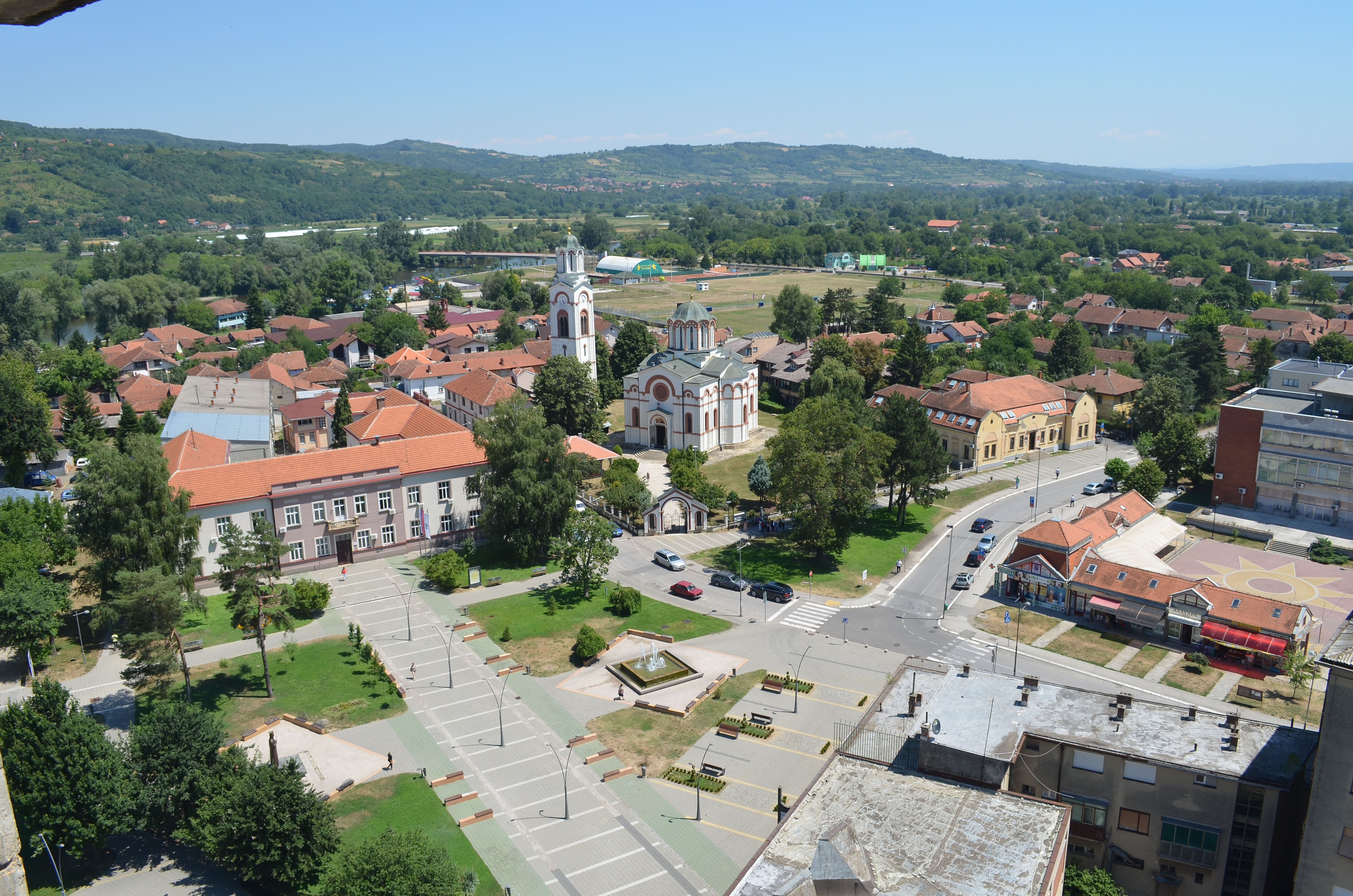

## Demografia
| 1948 | 1953 | 1961 | 1971 | 1981  | 1991  | 2002  | 2011  |
| ---- | ---- | ---- | ---- | ----- | ----- | ----- | ----- |
| 3273 | 5312 | 7226 | 9957 | 13239 | 18441 | 17180 | 15329 |